# William Karl Koch

William Karl Koch

William Karl Koch (* 7. November 1849 in Unterfarnstädt bei Querfurt; † 4. August 1920 ebenda) war ein deutscher Politiker der DDP.

## Leben und Beruf
Koch, der evangelischen Glaubens war, besuchte die Bürgerschule der Franckeschen Stiftungen, die er 1864 verließ. Nach Tätigkeiten auf anderen Gütern übernahm er 1875 das väterliche Gut, das er durch Zukäufe auf 107 Hektar vergrößerte.

## Abgeordneter
Von 1912 bis 1918 gehörte Koch für den Wahlkreis Merseburg-Querfurt dem Reichstag des Kaiserreiches an. Er schloss sich der Fraktion der Fortschrittlichen Volkspartei an. 1919/20 war er Mitglied der Weimarer Nationalversammlung. Außerdem war er zehn Jahre lang in Unterfarnstedt Gemeindevorsteher.